# Sungai Aua
Sungai Aua is een bestuurslaag in het regentschap West-Pasaman van de provincie West-Sumatra, Indonesië. Sungai Aua telt 30.846 inwoners (volkstelling 2010).